# Magno VI da Noruega
Magno VI (Tønsberg, 1 de maio de 1238 – Bergen, 9 de maio de 1280), apelidado de "o Legislador" pela modernização e nacionalização do código de leis, foi o Rei da Noruega de 1263 até sua morte. Era filho do rei Haakon IV e Margarida Skulesdatter.

## Primeiros anos
Com a morte de seu irmão Haakon Haakonsson, o jovem, Magno tornou-se o herdeiro do trono norueguês e foi nomeado rei por seu pai Haakon IV desde 1257, a partir dessa data até a morte de Haakon IV, ambos governariam conjuntamente.
Em 11 de setembro de 1261 se casou com a princesa Ingeborg de Dinamarca, filha do rei Érico IV. O pleito pela herança de Ingeborg envolveria a Noruega, em uma série de conflitos contra a Dinamarca que iria durar décadas. Magno e sua esposa foram coroados em 1261 e ele se encarregou do governo da Noruega enquanto Haakon IV saiu numa expedição contra a Escócia pela possessão das Ilhas Britânicas, onde morreu em 1263.

## Reinado

### Política externa
Magno terminou com a política de seu pai em relação aos domínios noruegueses nas Ilhas Britânicas. Iniciou negociações de paz com o rei Alexandre III da Escócia. Com o Tratado de Perth de 1266, Magno abandonou as reivindicações norueguesas no Mar da Irlanda (Ilha de Man e Hébridas) em troca de 4 mil marcos e um pagamento anual de mil marcos por parte do rei da Escócia, que contudo não seria concluído. Também em troca da cessão territorial, a Escócia reconheceu a soberania norueguesa sobre as Órcadas e as Shetland. As negociações de paz com a Escócia se deveram em parte à pressão da Inglaterra, país com que a Noruega mantinha um tratado comercial desde 1223, que em 1269, mediante o Tratado de Winchester, tomou a categoria de livre comércio.
As relações políticas com a Inglaterra foram boas, mas com a Escócia tiveram um caráter mais distante, já que seu governo deixou de realizar os pagamentos a que estava obrigado desde o Tratado de Perth. No entanto, Magno não exerceu pressões sobre a Escócia, mas tentou melhorar as relações entre os dois países. O primeiro passo nesse sentido foi a relação matrimonial entre seu filho Erik e Margarida, Princesa da Escócia, filha de Alexandre III.
Apesar de ter mantido uma boa política nos assuntos internos do reino e nas relações com o Ocidente, a situação com os seus vizinhos nórdicos foi mais problemática. Magno lutou pela herança de sua esposa, cujo pai foi morto em 1250, e iniciaria a uma série de conflitos com a Dinamarca que durariam várias décadas. Na década de 1270 ele tentou intervir na disputa pelo trono da Suécia, entre o rei Valdemar e seus irmãos Magno e Érico. Quando Valdemar foi deposto por Érico, Magno reuniu uma frota e teve uma audiência com o novo rei Magno III para encontrar um acordo entre os irmãos, sem qualquer bom resultado.

### Legislação nacional

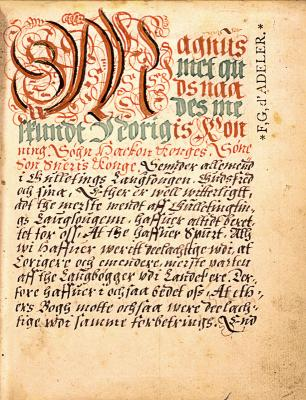
Copia da lei de Magno VI. Exemplar de 1590 aproximadamente. Arquivo Real da Noruega.

O sobrenombre de Lagabøte significa literalmente o melhorador das leis, devido a realização de mudanças substanciais nas leis do reino. Em primeiro lugar, levou a revisão da velha lei provincial e posteriormente trabalhou na elaboração de uma nova lei nacional. Essa nova lei foi aprovada nos tings em 1274 (lei nacional), em 1276 foi criado um suplemento, a lei municipal e foi aplicada também na Islândia e nas Ilhas Feroe. A existência de um código legal para todo o país converteu a Noruega num reino vanguardista nesse aspecto na Europa, algo só introduzido nos reinos da Sicília e de Castela.
A lei do rei Magno considerou o crime como um prejuízo para o Estado e não apenas para o indivíduo, e, portanto, estava sob o domínio do Estado punir criminosos, reduzindo assim as vinganças pessoais. Aumentou o poder do rei, tornando-o na garantia da justiça. A lei municipal, por seu lado, concedeu liberdades às cidades, garantindo a independência do controle rural. A seção específica do direito nacional estabelecia a legitimidade no nascimento de um descendente real como um pré-requisito e primogenitura como uma prioridade na sucessão do trono, em conformidade com os acordos que o rei Haakon IV tinha estabelecido com a Igreja às leis ambíguas de sucessão que reinava na Noruega. Em 1273, Magno outorgou a Erik, seu filho mais velho - então com cinco anos de idade - o título de príncipe, e a seu filho mais novo, Haakon, o título de duque.
Embora Magnus seja considerado por diversas fontes biográficas como um rei piedoso, suas leis entraram num conflito com a Igreja. O arcebispo de Nidaros, Jon Raude, protestou pela intromissão do monarca no âmbito eclesiástico mediante a revisão das leis da Igreja, ao tempo que buscava manter a influência do clero no Estado. Com a Concordata de Tønsberg de 1277 se reconciliaram as partes: o clero recebeu maiores privilégios jurídicos, mas renunciou às suas pretensões de que a Noruega era um feudo sob a autoridade última da Igreja Católica.
As cidades comerciais do norte da Alemanha expressaram seu descontento pela lei municipal norueguesa, que tratava aos comerciantes alemães a par de cidadãos noruegueses, de modo que o rei decidiu conceder algum tipo de imunidade legal a partir de 1278.

### Cultura
Magno VI continuou com a política de seu pai de introduzir a cultura das cortes europeias na Noruega. Em 1277 substituiu os antigos títulos nórdicos de lendmann e skutilsvein pelos títulos europeus de barão e cavaleiro (riddar) e ao mesmo tempo concedeu privilégios adicionais à nobreza. Magno é provavelmente também o primeiro rei norueguês que nomeava a si mesmo com um número ordinal, nesse caso apresentando-se como Magnus IV.
Imediatamente depois da morte de seu pai, deu instruções ao historiador islandês Sturla Þórðarson para escrever sua biografia, a Saga de Haakon Håkonsson. Em 1278 fez redigir sua própria saga, para o qual chamou ao mesmo Sturla. A Saga de Magno, o Legislador é a última das sagas reais norueguesas; desafortunadamente, apenas ficou conservado um pequeno fragmento.
Com a política exterior que Magno implementou, construiu-se pela primeira vez um aparato diplomático norueguês, com missões no exterior, intercâmbio de cartas e presentes de boa vontade. A diplomacia levou a criação de um grupo de proeminentes homens do ramo, entre eles Loðinn leppur, que destacavam-se por sua ampla cultura.
Reformou o leidang tradicional para construir um exército profissional e criou uma força de elite que propiciou o surgimento de uma nova classe social.

## Morte e legado
Na primavera de 1280 Magno adoeceu em Bergen e morreu em 9 de maio. Foi sepultado na igreja do mosteiro franciscano dessa cidade, que a partir do século XVI seria a Catedral de Bergen.
Alguns historiadores modernos consideram-no um rei fraco, que desistiu das Hébridas e cedeu às exigências da Igreja, enquanto outros julgam essas políticas como sábia, já que a Noruega manteve-se longe de guerras desnecessárias e com pouco futuro para a estabilidade, que foi preservada no país.

## Família
Casado em 1261 com Ingeborg Eriksdotter, teve quatro filhos varões, dos quais apenas dois sobreviveriam até a idade adulta:
- Olaf (1262-1267).
- Magnus (falecido em 1264)
- Erik (1268-1299), rei da Noruega.
- Haakon (1270-1319), rei da Noruega.